# У призраков в плену
«У призраков в плену» — советский фильм 1984 года режиссёра Анатолия Иванова.
Фильм снят по мотивам повести Владимира Кашина «Чужое оружие» из цикла детективных повестей об инспекторе уголовного розыска Дмитрии Ковале «Справедливость — моё ремесло», за который в 1982 году писатель был удостоен премии МВД СССР.

## Сюжет
Небольшой приморский городок. Мария попадает в секту пятидесятников. Полюбивший девушку моторист местного катера Иван пытается вытащить её из секты, но ему противостоит глава сектантов — жестокий и коварный Лагута, отчим Марии, играющий роковую роль в судьбе девушки.

Картина разворачивается как бытовая драма, по-своему трогательная история людей в общем интересных, но вполне обыкновенных. Скромная кассирша Маша быть может слишком замкнута для своих лет и не разделяет экстравагантных наклонностей своей коллеги Вали (весьма язвительно очерченной А. Яковлевой), но ничем иным, пожалуй, не выделяется из окружающего быта маленького портового городка. Постепенно зарождающаяся любовь к ней разбитного Ивана, с легкостью расстающегося с Валей, на первых порах не выглядит тем глубоким чувством, которое может противостоять многовековой традиции веры. В конце концов, убежденная вера Марии вряд ли могла быть поколеблена хотя и убедительными, но поверхностными ироничными доводами её друга. В отношениях между героями, казалось, ничто не предвещает трагедии...— киновед Кирилл Разлогов

## В ролях
- Елена Финогеева — Мария
- Александр Денисенко — Иван
- Сергей Яковлев — Лагута
- Людмила Сосюра — Степанида
- Александра Яковлева — Валя
- Юрий Ступаков — Котов
- Леонид Яновский — Лёня
- Леонид Бакштаев — отец Марии
- Сергей Подгорный — Андрей
- Константин Степанков — Павел Андрианович
- Тамара Совчи — следователь
- Василий Петренко — Лёня Святой

В эпизодах: Елена Чекан, Людмила Алфимова, Борис Болдыревский, Иван Гаврилюк, Сергей Дворецкий, Людмила Лобза, Ирина Мельник, Виктор Панченко.

## Критика
Киновед Кирилл Разлогов в рецензии на фильм в журнале «Искусство кино» писал:

Характерно внимание, которое авторы уделяют быту, длительным панорамам городских пейзажей, лишь на поверхностный взгляд кажущимся излишними. В контексте весьма специфического сюжета они как бы вводят локальную историю в общий ритм жизни, подчеркивают контраст между этим ритмом и тревожной замкнутостью молельного дома.

Пожалуй, главное достоинство картины в том, что авторы пытаются показать постепенное углубление чувства, тот момент, когда земная страсть начинает конкурировать со страстью небесной и одна из них неизбежно должна уступить другой. И этот внутренний конфликт в душе героини раскрывается актрисой как бы поэтапно — во внешне скупой манере, соответствующей замкнутости характера и сосредоточенности Марии.
При этом рецензент заметил, что фильм достиг лишь частичного успеха, поскольку наметив две линии в возможном воплощении темы, авторы так и не избрал ни одну из них, чем ощутимо ослабили степень воздействия фильма, его эмоциональную убедительность и стройность художественной конструкции — и в итоге фильм был оценён как «не во всем удачный опыт»:

Картина, безусловно, интересна для зрителей по человековедческому материалу и во многом экзотической среде, поучительна и для критиков, и для кинематографистов и достоинствами, и недостатками. Это делает её своеобразной заявкой на дальнейшую разработку темы, как мы отмечали, особо сложной для художественного воплощения.
Помимо киноведческой, фильму была дана и идеологическая оценка:

Точной контрпропагандистской прицельностью отличается фильм «У призраков в плену», показывающий мировоззренческую, нравственную несостоятельность религиозных верований— Антикоммунизм и советология: критический анализ советологических концепций, 1986 год